# 다냐
다냐는 대한민국의 가수다. 2017년 노래 'Springhead - Come To Me Again (Feat. U)' 피처링으로 데뷔했다.

## 방송
- 히든싱어 4 (2015) - 소찬휘 편
- 가면라이더갓챠드 삽입곡 Rising Fighter (더빙판)

## 음반
- Springhead (스프링헤드) - Come to me again (2017) / 보컬
- Springhead (스프링헤드) - Vain (2021) / 보컬
- 라그나로크 온라인 EP19.BGM 中 "Words from the Myths" , "At last I heard" / 보컬
- 돌고래자리 (2022) / 작곡, 편곡, 작사, 보컬
- Kuon (쿠온) - 또 다른 별 (2023) / 보컬
- One More Night (원모어나이트) - On Stage (2024) / 보컬